# Serge Moscovici
Pour les articles homonymes, voir Moscovici.
Serge Moscovici (de son nom de naissance Srul Herș Moscovici ou Srul Hersch Moscovici), né le 14 juin 1925 à Brăila (Royaume de Roumanie) et mort le 15 novembre 2014,, est un psychologue social, historien des sciences français d'origine roumaine et l'un des principaux théoriciens de l'écologie politique, pionnier de la pensée écoféministe et de l’anthropologie de la nature. Il est aussi un important penseur des méthodes et des conditions de l’efficacité de l'activisme, méthodes qu'il a tenté d'appliquer à l'activisme environnemental.
Ancien directeur d'études à l'École des hautes études en sciences sociales (EHESS) de Paris et à la New School for Social Research de New York, il fut l'un des fondateurs de la psychologie sociale européenne. Il a été directeur du Laboratoire de psychologie sociale à l'EHESS et fondateur du Laboratoire européen de psychologie sociale à la Maison des sciences de l'homme à Paris (1976-2006), premier président de l’Association européenne de psychologie sociale expérimentale et, de 1974 à 1980, du Committee on Transnational Social Psychology du Social Research Council. Il fut également membre de l'Académie des sciences de Russie et membre honoraire de l'Académie hongroise des sciences.
Il fut jusqu'à sa mort président honoraire du Réseau mondial Serge Moscovici, fondé en 2014 à la fondation Maison des sciences de l'homme à Paris.
Avec Marie Moscovici (née Bromberg), sociologue et psychanalyste française, il a deux fils dont l'un est l'homme politique français Pierre Moscovici.

## Biographie
Issu d'une famille juive roumaine, il fut exclu en 1938 du lycée de Bucarest par les lois antisémites. Après avoir subi le pogrom de Bucarest en janvier 1941, il fut mis au « travail obligatoire » jusqu'au 23 août 1944, c'est-à-dire jusqu'à l'entrée de l’armée soviétique en Roumanie. C’est durant ces quatre années de guerre qu’il prit goût à la lecture et apprit à parler le français au contact, notamment, d'Isidor Goldstein, futur Isidore Isou (fondateur du lettrisme), avec lequel il fonda la revue Da [« Oui »], revue d’art et de littérature éditée fin 1944. Da fut rapidement interdite par la censure.
En 1947, il quitta seul la Roumanie et, comme beaucoup, utilisant la filière des « camps de personnes déplacées » passant par la Hongrie, l'Autriche et l'Italie, il entra en France un an plus tard, à 22 ans, en tant que réfugié.
Il est inhumé au petit cimetière du Montparnasse (division 29).

## Le psychologue social
En 1949, il obtint sa licence de psychologie et en 1950 le diplôme de l’Institut de psychologie de Paris. À partir de 1950, il obtient une « bourse de réfugié »[réf. souhaitée] pour poursuivre ses études à la Sorbonne, où il soutient, en 1961 sa thèse, sous la direction de Daniel Lagache, sur la représentation sociale de la psychanalyse. Par la suite, ses travaux de psychologue social porteront principalement sur les processus de passage de la science dans le sens commun et sur le pouvoir des minorités.
Il crée en 1965 le Groupe d'études de psychologie sociale à la VIe section de l'École pratique des hautes études. C'est en ce lieu, devenu par la suite le Laboratoire de psychologie sociale de l'Ehess, que la discipline s'est véritablement constituée et que toute une génération de psychologues sociaux a été formée (Jean-Claude Abric, J.-L. Beauvois, Willem Doise, R. Ghiglione, Claudine Herzlich, Denise Jodelet, Michel-Louis Rouquette).
Plus tard, c'est à la New School for Social Research de New York qu'il sera convié comme professeur et où il enseignera, parallèlement à ses séminaires à l'École des hautes études en sciences sociales à Paris. En 1976, à la fondation Maison des sciences de l'homme, il crée le Laboratoire européen de psychologie sociale, un des premiers réseaux européens de recherche. Il a été professeur invité à l'Institut Jean-Jacques Rousseau de l’université de Genève, à l'université de Louvain ainsi qu’à l'université de Cambridge, et fait partie de nombreuses académies et sociétés savantes françaises et étrangères.
Il a été coéditeur du European Journal of Social Psychology (1969-1974), du Journal for the Theory of Social Behaviour (1985) et de la collection Psychologie sociale éditée aux Presses universitaires de France, ainsi qu'éditeur de European Studies in Social Psychology (1982). Il a dirigé de nombreux ouvrages, contribué par une quarantaine de chapitres à différents ouvrages et publié plus d'une centaine d’articles dans des revues scientifiques.
Dans La Machine à faire des dieux, il pointe les limites de la sociologie, discipline qui s'est coupée des analyses psychologiques et psychiques des comportements collectifs. Selon Moscovici, cette coupure conduit à vouloir expliquer les phénomènes sociaux par la rationalité économique. Cette critique résulte d'une analyse de longue date sur la consubstantialité de la psychologie, de la psychanalyse et de la sociologie, comme l'atteste sa défense de l'« Œuvre au noir » de Sigmund Freud. Ce terme couvre les ouvrages de Freud sur la « psychologie des masses » (La psychologie des masses et l'analyse du moi, L'Avenir d'une illusion, Malaise dans la civilisation) où il reprend les analyses de Gustave Le Bon et Gabriel Tarde pour les compléter avec ses propres outils analytiques, comme les tropismes psychiques ou les complexes.
Dans ses deux derniers livres en français, Raison et cultures et Le Scandale de la pensée sociale, Serge Moscovici revient sur l'histoire, l'actualité et l'utilité de l'approche des représentations sociales.
Il est à l'origine d'un certain nombre de théories fondamentales en psychologie sociale, parmi lesquelles la théorie des représentations sociales, la théorie de la polarisation de groupe, la théorie de l’innovation sociale (dites des « minorités actives ») ou encore la théorie du "sleeper effect". Ces théories ont eu une influence bien au-delà de sa discipline (en sociologie, théorie politique, sciences cognitives, etc.), ce qui fait de Serge Moscovici l'un des penseurs les plus importants des sciences sociales.

## Le théoricien de l'écologie politique
Parallèlement à sa thèse effectuée en psychologie avec Daniel Lagache pendant les années 1950, il se forme en épistémologie et histoire des sciences auprès d'Alexandre Koyré. Koyré devient alors pour Moscovici une figure paternelle jusqu'à sa mort en 1964. À partir de 1962, Koyré le fait venir à l'Institute for Advanced Study de Princeton où il rédige l'Essai sur l'histoire humaine de la nature publié en 1968. Moscovici enseigne également à Stanford. Ses premiers travaux d'histoire des sciences ont porté sur l'Italie du XVIIe siècle. Koyré l'incite à travailler sur Jean-Baptiste Baliani, disciple de Galilée.
S'intéressant au concept de nature depuis les années 1940, c'est à partir de ses recherches en histoire des sciences qu'il théorise la "question naturelle" : les relations qu'entretiennent les groupes humains avec leur environnement matériel, et qui dépendent aussi des relations entre les humains, relèvent de choix politiques fondamentaux. Il développe alors une forme d'écologie politique, qualifiée de subversive, dans une série d'articles et d'ouvrages, notamment Essai sur l'histoire humaine de la nature en 1968 et La Société contre nature en 1972.
Moscovici est pionnier de la pensée écoféministe et de l’anthropologie de la nature (il enseigna "l’ethnologie de la nature" à Paris VII dès le début des années 1970), deux courants de recherche qu'il va impulser et articuler. Il définit en effet la nature comme une relation entre un pôle humain et un pôle matériel, ce qui lui permet de postuler la pluralité des natures et l’occidentalité de la nôtre. Il développe également une articulation théorique entre le dualisme nature/culture et certains systèmes de domination, dont la domination masculine, ce qui permettra à Françoise d’Eaubonne de forger le concept d’écoféminisme en reprenant explicitement son travail. Par ailleurs, Moscovici est un des théoriciens de l'écologie ayant le plus insisté sur l'importance du rôle des affects en politique (et sur le rôle de la psychologie). Il est aussi un des premiers en France à avoir placé la réflexion de l'écologie politique sur le terrain de l'activisme plutôt que sur le plan électoral, s'appuyant sur ses recherches théoriques et expérimentales sur les minorités actives. S'engageant lui-même politiquement pendant quelques années, il devient compagnon de route de René Dumont puis de Brice Lalonde. En désaccord avec la stratégie politique menée par le mouvement devenu parti, il se retire définitivement de la vie politique et du mouvement écologiste au début des années 1980 pour se consacrer à nouveau à la vie académique et à ses recherches en psychologie sociale (se centrant sur la question juive) et en histoire des sciences (il laisse à sa mort un travail inachevé sur la philosophie de Giambattista Vico).

## Honneurs
De nombreux titres et distinctions lui ont été accordés parmi lesquels : commandeur de la Légion d’honneur, docteur honoris causa de la London School of Economics, de l’université nationale autonome du Mexique, ainsi que des universités de Bologne, Bruxelles, Genève, Glasgow, Pécs, Sussex, ISCTE, Rome, Séville, Jönköping, Iași, Brasilia, Évora.
En 2003, il est devenu lauréat du prix Balzan pour son œuvre en psychologie sociale. Selon le communiqué de presse de la Fondation Balzan, « Les travaux de Serge Moscovici dans le domaine des sciences de l'homme et de la société se caractérisent par une grande nouveauté: ils ont bouleversé les paradigmes canoniques de la discipline, renouvelé ses méthodes de recherche et ses orientations, créé une école européenne de psychologie sociale dont l'originalité est universellement reconnue. Dans ce domaine Serge Moscovici occupe désormais la place éminente qui fut, jusqu'à la fin des années 60, celle de Jean Piaget. »
En 2007, l'Association américaine de psychologie et la Fédération européenne des associations de psychologues ont attribué à Serge Moscovici le prestigieux prix Wundt-James pour son œuvre exceptionnelle en psychologie sociale.
En 2010, le prix Nonino, Master of His Time, lui a été attribué pour son œuvre par un prestigieux jury présidé par V.S. Naipaul, prix Nobel de Littérature (2001) et composé par Peter Brook, John Banville, Ulrich Bernardi, Luca Cendali, Antonio R. Damasio, Emmanuel Le Roy Ladurie, James Lovelock, Claudio Magris, Norman Manea, Morando Morandini, Edgar Morin et Ermanno Olmi.

## Œuvres
Liste non exhaustive d'ouvrages de Serge Moscovici:
- Mon après-guerre à Paris: chronique des années retrouvées (texte établi, annoté et préfacé par A. Laignel-Lavastine). Paris, Grasset, 2019.
- Le Scandale de la pensée sociale (édité par Nikos Kalampalikis). Paris, Éditions de l'Ehess, 2013.
- Raison et cultures (édité par Nikos Kalampalikis). Paris, Éditions de l'Ehess, 2012.
- The Making of Modern Social Psychology (avec Ivana Markova). Cambridge, Polity Press, 2006.
- Réenchanter la nature: entretiens avec Pascal Dibie, Aube, 2002.
- De la nature: pour penser l’écologie, Métailié, 2002
- (en) Social Representations: Explorations in Social Psychology (édité par Gérard Duveen), Polity Press, 2000
- Chronique des années égarées: récit autobiographique, Stock, 1997
- La Machine à faire les dieux, Fayard, 1988
- Psychologie sociale,  Presses universitaires de France, 1984 (éd.).
- L'Âge des foules : un traité historique de psychologie des masses, Fayard, 1981
- Psychologie des minorités actives, PUF, 1979
- Pourquoi les écologistes font-ils de la politique ? : entretiens de Jean-Paul Ribes avec Brice Lalonde, Serge Moscovici et René Dumont, volume 49 de Combats (Paris), Éditeur Seuil, 1978,  (ISBN 2020047942)
- Social influence and social change, Academic Press, 1976.
- Pourquoi la mathématique, Union Générale d’éditions, 1974 (avec Alexander Grothendieck, Anders Kock, Jan Waszkiewick, Lawrence D. Gasman, René Thom, J.L. Bell, Ross Skelton, Daniel Sibony, Jean Coulardeau, Pierre Samuel, Alan Slomson, Georges Wilmers, Aldo Ursini).
- Hommes domestiques et hommes sauvages, Union Générale d’éditions, 1974
- La Société contre nature, Union générale d’éditions, 1972 /Seuil, 1994
- Essai sur l’histoire humaine de la nature, Flammarion, 1968/1977
- L'Expérience du mouvement : Jean-Baptiste Baliani, disciple et critique de Galilée, Hermann, 1967
- Reconversion industrielle et changements sociaux. Un exemple: la chapellerie dans l’Aude, Armand Colin, 1961 - rééd. Presses des Sciences Po
- La Psychanalyse, son image et son public, PUF, 1961 (édition refondue, 1976)